# Alessandro Birindelli
Alessandro Birindelli, född 12 november 1974 i Pisa, Italien, är en manager och före detta fotbollsspelare som spelade för Juventus i 11 år. Dit kom han 1997 efter att tidigare ha spelat för Empoli under fem säsonger. Trots att han inte har varit ordinarie i startelvan sedan 2000 har han valt att stanna kvar i Juventus.